# Гала (царь)
Гала (умер в 207 году до н. э.) — царь племенного союза массилиев в Восточной Нумидии, отец Массиниссы. Упоминается под именем Гала у античных авторов, в одном эпиграфическом источнике фигурирует под именем Гайя.
Гала впервые упоминается в сохранившихся источниках в связи с событиями 213 года до н. э., когда карфагеняне убедили его выступить против царя Западной Нумидии Сифакса, союзника Рима. Он дал войско своему сыну Массиниссе, и тот разгромил Сифакса, а потом продолжил борьбу с ним в Испании.
Гала умер в 207 году до н. э. Его преемником стал брат Эзалк.
Кроме сына, у Галы была ещё как минимум одна дочь, мать Массивы.